# Dropdead
Dropdead é uma banda de thrashcore dos Estados Unidos formada em 1990. Eles têm estado ativos na cena  punk desde 1991, tendo sido formada em janeiro daquele ano. As músicas da banda são geralmente curtas e muito rápidas, com poucas duração de mais de um minuto. Outras bandas famosas do crust punk e grindcore como Nasum